# تيموثي جونز (دراج)
تيموثي جونز (بالإنجليزية: Timothy Jones)‏ هو دراج زيمبابوي، ولد في 1 أغسطس 1975 في هراري في زيمبابوي.

## وصلات خارجية
- تيموثي جونز على موقع أرشيف الدراجات (الإنجليزية)
- تيموثي جونز على موقع إحصائيات الدراجات الإحترافية (الإنجليزية)
- تيموثي جونز على موقع نسبة الدراجات (الإنجليزية)
- تيموثي جونز على موقع CycleBase (الإنجليزية)
- تيموثي جونز على موقع أوليمبيديا (الإنجليزية)